# Ranunculus belliflorus
Ranunculus belliflorus är en ranunkelväxtart som beskrevs av S. Ericsson. Ranunculus belliflorus ingår i släktet ranunkler, och familjen ranunkelväxter. Inga underarter finns listade i Catalogue of Life.